# Азербайджан на зимних Паралимпийских играх 2022
Азербайджан на зимних Паралимпийских играх 2022 в Пекине был представлен в 1-м виде спорта. Это первое в истории участие Азербайджана на зимних Паралимпийских играх. Единственным спортсменом от Азербайджана на играх был Мехман Рамазанзаде, который как пауэрлифтер уже принимал участие на летних Паралимпийских играх 2008 года тоже в Пекине. На этих же Играх Рамазанзаде должен был принять участие в соревнованиях по лыжным гонкам.
Знаменосцем сборной Азербайджана на церемонии открытия также должен был быть Мехман Рамазанзаде, но из-за травмы он приехал в Пекин через два дня после церемонии открытия. В состав делегации Азербайджана на открытии Игр вошли шеф миссии Рауф Мурсалов, пресс-секретарь Национального паралимпийского комитета Азербайджана Азер Тапдыгов и главный тренер сборной Азербайджана по паралыжному спорту Магомед Исмайлов.

## Результаты соревнований

### Лыжные гонки
В декабре 2021 года Мехман Рамазанзаде дебютировал на международной арене, приняв участие в Кубке Европы в финском Вуокатти. На этом турнире азербайджанский лыжник занял 33-е место, опередив трёх участников. Этот результат позволил спортсмену завоевать первые лицензионные очки к зимним Играм. В январе 2022 года Рамазанзаде принял участие на лицензионном чемпионате мира в норвежском Лиллехаммере, где занял 31-е место. Набранные на международных турнирах лицензионное очки позволили Мехману Рамазанзаде квалифицироваться на Паралимпиаду и стать первым в истории представителем Азербайджана, получившим путёвку на зимние Паралимпийские игры.
Рамазанзаде должен был выйти на старт 9 марта на соревнованиях в спринте сидя, но на последней тренировке в преддверии старта он получил тяжёлую травму и вынужден был завершить Игры, так и не выйдя на старт.

#### Мужчины
| Соревнование    | Спортсмены         | Класс      | Время | Отставание | Место |
| --------------- | ------------------ | ---------- | ----- | ---------- | ----- |
| спринт (1,5 км) | Мехман Рамазанзаде | сидя, LW12 | DNS   | DNS        | DNS   |